# Proteste in Marokko 2011/2012

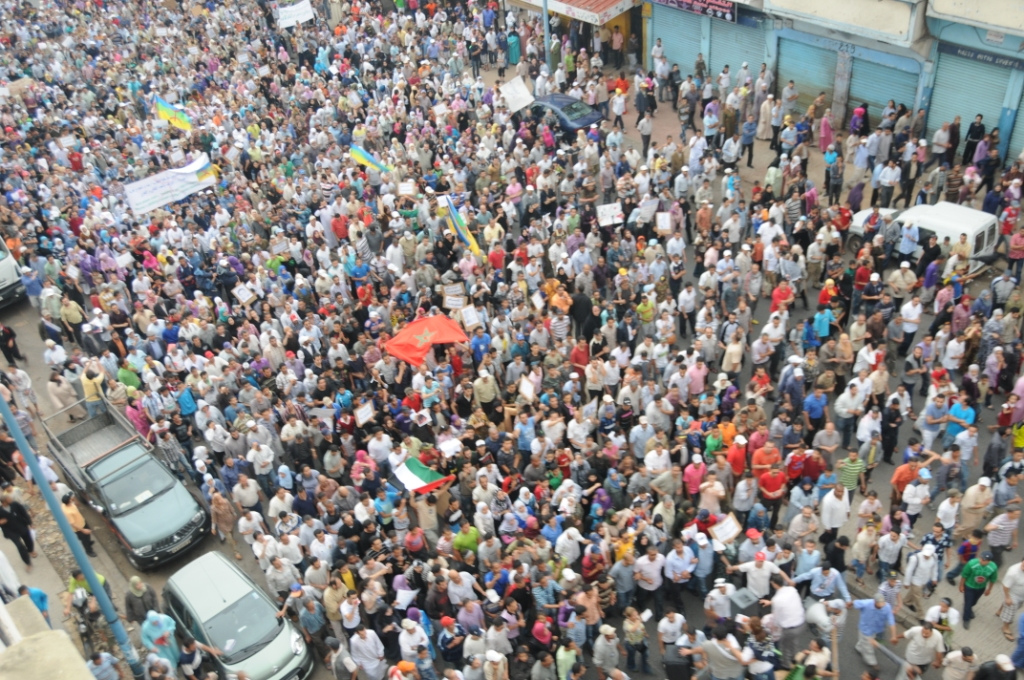
Demonstranten am 15. Mai 2011 in Casablanca.

Die Proteste in Marokko 2011/2012 waren zum Teil gewaltsame Demonstrationen unter dem Einfluss des Arabischen Frühlings, die von der Bewegung des 20. Februar organisiert wurden.

## Hintergrund
Das Königreich Marokko ist eine konstitutionelle Monarchie und wird seit 1999 von Mohammed VI. regiert. Laut der marokkanischen Verfassung verfügt der König über eine große Machtfülle und er alleine kann den Rücktritt des Präsidenten anfordern. Marokko gilt als armes Land, aber weitgehend politisch stabil.

## Ablauf

### Tag der Würde

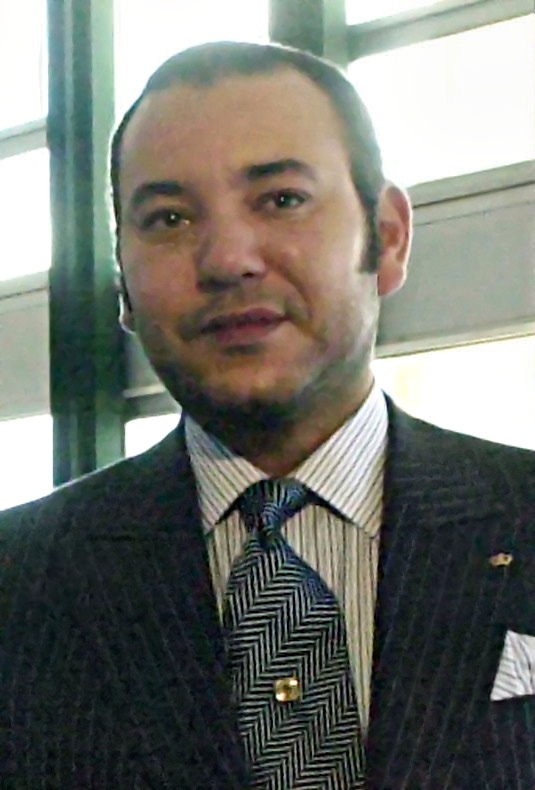
Mohammed VI., 2004

Der Tag der Würde in Marokko war ein Sonntag am 20. Februar 2011 und der erste Tag von Protesten der Bevölkerung, die letztlich zu einer neuen Verfassung führten. Er wird auch als Tag des Stolzes übersetzt. In den Wochen davor hatten sich mehrere Menschen aus Protest gegen soziale Missstände selbst angezündet.
Ende Januar 2011 hatten vier junge Marokkaner, zu denen der 23-jährige Oussama El Khlifi gehörte, eine Facebook-Gruppe, Freiheit und Demokratie, jetzt gegründet, um ihrer Forderung einer demokratischen Verfassung der dortigen Maghreb-Monarchie unter dem 47 Jahre alten König Mohammed VI. Gehör zu verschaffen. Die Facebook-Gruppe wuchs in kürzester Zeit auf 3400 Mitglieder und konnte 12.000 virtuelle Unterstützer gewinnen.
El Khlifi stellte als erster eine persönliche Ansprache für die Kampagne in das Videoportal Youtube. Daraufhin erhielt er anonyme Morddrohungen. Er forderte, die „Barriere der Angst vor dem Regime“ einzureißen sowie eine neue Verfassung. Die Regierung müsse zurücktreten und das Parlament und die königstreuen Fraktionen aufgelöst werden. Abschließend verlangte er von der Regierung die „rasche Umsetzung der geforderten Reformen“, um „eine Revolte zu verhindern, deren Ausgang heute niemand vorhersehen könne“. Die Autorität des Königs, der den Ruf eines Reformers hatte, wurde nicht in Frage gestellt. Für den „Tag der Würde“ wurde zu Kundgebungen in etwa 20 Städten des nordafrikanischen Landes aufgerufen.
Der marokkanische Regierungssprecher und Minister für Kommunikation, Khalid Naciri, erklärte dazu, die Regierung nehme die Ankündigung „ausgesprochen gelassen“ zur Kenntnis. Das Land befinde sich „in einem langfristigen und unumkehrbaren Prozess der Demokratisierung und Öffnung“.
Die ersten Meldungen über die Zahl der Teilnehmer an den Kundgebungen lagen weit unter den Erwartungen der Veranstalter. Die staatliche Nachrichtenagentur MAP bezifferte die Zahl der Demonstranten zunächst nur auf 150, später jedoch für die Hauptstadt Rabat auf 2000 und Casablanca 1000. Die Angaben über die tatsächliche Anzahl der Teilnehmer schwanken stark.
Auf Plakaten stand „Das Volk will eine neue Verfassung“. Es kam zu Krawallen, größere Zusammenstöße blieben aus.

### Weiterer Verlauf
Als Reaktion auf die Unruhen und wegen der zahlreichen Opfer kündigte der König in einer Fernsehansprache am 10. März 2011 politische Reformen an. Unter anderem sollte durch eine Kommission eine neue Verfassung erarbeitet werden, der Premierminister sollte in Zukunft dem Parlament verantwortlich sein und die Unabhängigkeit der Justiz sollte gestärkt werden.
Am 20. März 2011 kam es in mehreren Städten zu Demonstrationen. Diese waren von islamistischen und linksradikalen Gruppen organisiert worden. In der marokkanischen Hauptstadt Rabat gingen zwischen 1500 und 4000 Menschen auf die Straße.
Am 25. April 2011 demonstrierten Tausende in Rabat, Casablanca und anderen Städten für politische Reformen. Neben der Forderung nach Demokratisierung wandten sich die Demonstranten auch gegen Korruption und Folter sowie die wirtschaftliche Perspektivlosigkeit vor allem junger Menschen. Auch in ländlichen Regionen kam es zu Kundgebungen. In der Kleinstadt Tiznit im Süden des Landes demonstrierten Anhänger der Bewegung 20 février gegen Korruption im Gesundheitswesen.
Am 17. Juni 2011 gab König Muhammad VI. Details der angekündigten Verfassungsreform bekannt. Nach dieser sollte der König einen Teil seiner bisherigen Rechte verlieren und nicht mehr wie bisher geistliches Oberhaupt aller Marokkaner sein. Er sollte außerdem verpflichtet werden, den Regierungschef aus der Partei mit den meisten Parlamentssitzen auszuwählen. Im Weiteren waren eine Gleichberechtigung der Berbersprache Tamazight mit dem Arabischen und eine deutlichere Trennung von Judikative und Exekutive vorgesehen.
Am 1. Juli 2011 wurde die neue Verfassung in einem Referendum durch 98 Prozent der Abstimmenden bestätigt. Marokko strebt Reformen und gesellschaftspolitische Erneuerung mit friedlichen politischen Strategien an, daher spricht man im Lande von einer „Sanften Revolution“ (arab. thaura silmiyya).
Am 25. November 2011 fanden vorgezogene Parlamentswahlen statt, bei denen die gemäßigt islamistische Partei für Gerechtigkeit und Entwicklung gewann.
Die Marokkanische Regierung hat am 21. Januar 2012 die Toten der Proteste als Märtyrer gewürdigt.